# Poecilocricus singularis
Poecilocricus singularis är en mångfotingart som beskrevs av Christoph D. Schubart 1962. Poecilocricus singularis ingår i släktet Poecilocricus och familjen Rhinocricidae. Inga underarter finns listade i Catalogue of Life.